# Cross-Country Eliminator
Der Cross-Country Eliminator, auch Cross-Country Sprint, Eliminator-Sprint oder Cross-country Ausscheidungsrennen (Abk. XCE) ist eine Disziplin des Mountainbike-Cross-Country, bei der der Sieger oder die Siegerin in einem Ausscheidungsrennen vergleichbar dem Skicross oder Snowboardcross ermittelt wird. Das Rennformat wurde in Deutschland erfunden, 2006 fand der erste Wettbewerb im Rahmen des Mountainbike-Bundesliga in St. Märgen statt. Nach Tests in den Jahren 2010 und 2011 wurde die Disziplin 2012 durch die UCI offiziell anerkannt und in den UCI-Mountainbike-Weltcup aufgenommen, nach dem die Wettbewerbe im Fourcross aufgrund der hohen Kosten für den Streckenbaus und der Eingriffe in die Natur aus dem Weltcup gestrichen wurden. Die Anforderungen an die Strecken beim Eliminator sind  geringer als beim olympischen Cross-Country, so dass die Rennen häufig auf Stadtkursen ausgetragen werden. Seit 2012 werden auch Weltmeister im Cross-Country Eliminator ermittelt.

## Reglement
Die Streckenlänge für den Cross-Country Eliminator liegt zwischen 500 m und 1000 m. Start und Ziel liegen getrennt voneinander, um ein zeitlich straffes Rennprogramm zu ermöglichen. Der Kurs soll natürliche und/oder künstliche Hindernisse wie zum Beispiel Baumstämme, Treppen (hoch/runter), Absätze, Brücken oder hölzerne Konstruktionen beinhalten, jedoch muss er über seine gesamte Länge zu 100 Prozent befahrbar sein. Single-Trail-Passagen sollen nach Möglichkeit nicht enthalten sein, um ein Überholen auf der gesamten Länge zu ermöglichen.
Beim Cross-Country Eliminator gibt es keine Altersklassen. Startberechtigt sind Frauen und Männer ab einem Alter von 17 Jahren. Für ein Rennen müssen mindestens 6 Teilnehmer gemeldet sein.
Ein Cross-Country Eliminator-Wettkampf besteht aus der Qualifikationsrunde und der Hauptrunde, beides muss grundsätzlich am gleichen Tag stattfinden.
In der Qualifikationsrunde ist der Kurs als Einzelzeitfahren zu absolvieren, die Zeitschnellsten erreichen das Hauptrennen. Anhand der Reihenfolge wird festgelegt, in welcher Gruppe ein Fahrer das Hauptrennen beginnt.
Das Hauptrennen beinhaltet in mehreren Runden Ausscheidungsläufe in Gruppen von vier Fahrern (insgesamt 32), bei denen der Kurs einmal oder mehrfach mit einer Gesamtrenndauer von maximal 3 Minuten absolviert wird. Sieger eines Laufes ist, wer als erstes die Ziellinie überquert.
Runde 1 besteht aus acht Ausscheidungsläufen, danach folgen Viertelfinale (4 Läufe) und Halbfinale (2 Läufe). Die Ersten und Zweiten eines Laufes erreichen jeweils die nächste Runde, die dahinter liegenden Fahrer scheiden aus. Das Finale bestreiten die Ersten und Zweiten der beiden Halbfinals, die Dritten und Vierten das kleine Finale.
Cross-Country-Eliminator-Wettkämpfe sind mit Ausnahme der Weltmeisterschaften und des Weltcups als Einzelrennen der class 3 eingestuft. Erzielte UCI-Punkte zählen für die Weltrangliste im Cross-Country.

## Wettkämpfe
Die internationalen Wettbewerbe im Cross-Country Eliminator sind Bestandteil des Rennkalender der UCI. Von 2012  bis 2015 waren die wichtigsten Rennen Teil des UCI-Mountainbike-Weltcup. Seit 2017 findet der UCI-Mountainbike-Eliminator-Weltcup als eigenständige Rennserie statt.
Weltmeister im Cross-Country Eliminator werden seit 2012 ermittelt. Von 2012 bis 2016 waren die WM-Rennen Teil des Programms der Mountainbike-Weltmeisterschaften, 2017 und 2018 wurden diese im Rahmen der Urban-Cycling-Weltmeisterschaften ausgetragen. Seit 2019 sind die Mountainbike-Eliminator-Weltmeisterschaften eine eigenständige Veranstaltung im Rennkalender der UCI.

## Bekannte Fahrer

### Männer
- Daniel Federspiel zweifacher Weltmeister 2015 und 2016
- Titouan Perrin-Ganier fünffacher Weltmeister 2017–2020, 2022
- Simon Gegenheimer Weltmeister 2021, Gesamtsieger Eliminator-Weltcup 2017, Vizeweltmeister 2016, 2017 und 2020
- Hugo Briatta Gesamtsieger Eliminator-Weltcup 2019, Vizeweltmeister 2018 und 2019
- Jeroen van Eck Gesamtsieger Eliminator-Weltcup 2018, 2020 und 2021

### Frauen
- Gaia Tormena Weltmeisterin 2019, 2021 und 2022, Gesamtsiegerin Eliminator-Weltcup 2019 bis 2022
- Ingrid Bøe Jacobsen Gesamtsiegerin Eliminator-Weltcup 2018, Vizeweltmeisterin 2015
- Lizzy Witlox Gesamtsiegerin Eliminator-Weltcup 2017
- Alexandra Engen zweifache Weltmeisterin 2012 und 2013
- Kathrin Stirnemann zweifache Weltmeisterin 2014 und 2017
- Linda Indergand zweifache Weltmeisterin 2015 und 2016